# 24 ur Le Mansa 2017
24 ur Le Mansa 2017 je bila petinosemdeseta vzdržljivostna dirka 24 ur Le Mansa. Potekala je 17. in 18. junija 2017 na dirkališču Circuit de la Sarthe v Le Mansu. Zmagali so Timo Bernhard, Brendon Hartley in Earl Bamber z dirkalnikom Porsche 919 Hybrid iz moštva Porsche LMP Team.

## Kvalifikacije
| Poz | Razred    | Št | Moštvo                     | Čas 1. dne | Čas 2. dne | Čas 3. dne | Zaostanek | Št. m. |
| --- | --------- | -- | -------------------------- | ---------- | ---------- | ---------- | --------- | ------ |
| 1   | LMP1      | 7  | Toyota Gazoo Racing        | 3:18,793   | 3:14,791   | 3:19,928   |           | 1      |
| 2   | LMP1      | 8  | Toyota Gazoo Racing        | 3:19,483   | brez časa  | 3:17,128   | +2,337    | 2      |
| 3   | LMP1      | 1  | Porsche LMP Team           | 3:21,165   | 3:17,259   | 3:18,210   | +2,468    | 3      |
| 4   | LMP1      | 2  | Porsche LMP Team           | 3:19,710   | 3:18,067   | 3:20,154   | +3,276    | 4      |
| 5   | LMP1      | 9  | Toyota Gazoo Racing        | 3:19,958   | 3:19,889   | 3:18,625   | +3,834    | 5      |
| 6   | LMP1      | 4  | ByKolles Racing Team       | 3:28,887   | 3:26,026   | 3:24,170   | +9,379    | 6      |
| 7   | LMP2      | 26 | G-Drive Racing             | 3:31,945   | 3:28,580   | 3:25,352   | +10,561   | 7      |
| 8   | LMP2      | 25 | CEFC Manor TRS Racing      | 3:30,502   | 3:25,549   | 3:26,521   | +10,758   | 8      |
| 9   | LMP2      | 38 | Jackie Chan DC Racing      | 3:31,024   | 3:26,776   | 3:25,911   | +11,120   | 9      |
| 10  | LMP2      | 31 | Vaillante Rebellion        | 3:29,851   | 3:27,564   | 3:26,736   | +11,945   | 10     |
| 11  | LMP2      | 13 | Vaillante Rebellion        | 3:31,636   | 3:27,071   | 3:26,811   | +12,020   | 11     |
| 12  | LMP2      | 24 | CEFC Manor TRS Racing      | 3:30,847   | 3:26,871   | 3:27,359   | +12,080   | 12     |
| 13  | LMP2      | 28 | TDS Racing                 | 3:29,333   | 3:31,085   | 3:27,108   | +12,317   | 13     |
| 14  | LMP2      | 35 | Signatech Alpine Matmut    | 3:31,439   | 3:29,328   | 3:27,517   | +12,726   | 14     |
| 15  | LMP2      | 37 | Jackie Chan DC Racing      | 3:41,393   | 3:28,432   | 3:27,535   | +12,744   | 15     |
| 16  | LMP2      | 27 | SMP Racing                 | 3:34,407   | 3:30,262   | 3:27,782   | +12,991   | 16     |
| 17  | LMP2      | 36 | Signatech Alpine Matmut    | 3:31,065   | 3:28,856   | 3:28,051   | +13,260   | 17     |
| 18  | LMP2      | 39 | Graff                      | 3:32,987   | 3:36,128   | 3:28,368   | +13,577   | 18     |
| 19  | LMP2      | 40 | Graff                      | 3:32,477   | 3:29,396   | 3:28,891   | +14,100   | 19     |
| 20  | LMP2      | 22 | G-Drive Racing             | 3:31,963   | 3:28,937   | 3:30,313   | +14,146   | 20     |
| 21  | LMP2      | 32 | United Autosports          | 3:34,166   | 3:30,693   | 3:29,151   | +14,360   | 21     |
| 22  | LMP2      | 21 | DragonSpeed - 10 Star      | 3:34,046   | 3:30,396   | 3:29,777   | +14,986   | 22     |
| 23  | LMP2      | 29 | Racing Team Nederland      | 3:33,796   | 3:31,766   | 3:29,976   | +15,185   | 23     |
| 24  | LMP2      | 47 | Cetilar Villorba Corse     | 3:34,846   | 3:30,014   | 3:33,412   | +15,223   | 24     |
| 25  | LMP2      | 45 | Algarve Pro Racing         | 3:37,814   | 3:30,164   | 3:32,425   | +15,373   | 25     |
| 26  | LMP2      | 23 | Panis Barthez Competition  | 3:35,559   | 3:31,346   | 3:32,888   | +16,555   | 26     |
| 27  | LMP2      | 34 | Tockwith Motorsports       | 3:41,628   | 3:33,739   | 3:32,536   | +17,745   | 27     |
| 28  | LMP2      | 49 | ARC Bratislava             | 3:37,226   | 3:33,921   | brez časa  | +19,130   | 28     |
| 29  | LMP2      | 17 | IDEC Sport Racing          | 3:40,162   | 3:36,362   | 3:36,230   | +21,439   | 29     |
| 30  | LMP2      | 43 | Keating Motorsport         | 3:40,813   | 3:37,350   | 3:37,007   | +22,216   | 30     |
| 31  | LMP2      | 33 | Eurasia Motorsport         | 3:42,660   | 3:42,916   | brez časa  | +27,869   | 31     |
| 32  | LMGTE Pro | 97 | Aston Martin Racing        | 3:53,296   | 3:51,860   | 3:50,837   | +36,046   | 32     |
| 33  | LMGTE Pro | 51 | AF Corse                   | 3:53,123   | 3:52,087   | 3:51,028   | +36,237   | 33     |
| 34  | LMGTE Pro | 95 | Aston Martin Racing        | 3:52,117   | 3:52,525   | 3:51,038   | +36,247   | 34     |
| 35  | LMGTE Pro | 71 | AF Corse                   | 3:52,235   | 3:52,903   | 3:51,086   | +36,295   | 35     |
| 36  | LMGTE Pro | 69 | Ford Chip Ganassi Team USA | 3:55,553   | 3:52,496   | 3:51,232   | +36,441   | 36     |
| 37  | LMGTE Pro | 63 | Corvette Racing - GM       | 3:54,847   | 3:52,886   | 3:51,484   | +36,693   | 37     |
| 38  | LMGTE Pro | 92 | Porsche GT Team            | 3:54,243   | 3:52,177   | 3:51,847   | +37,056   | 38     |
| 39  | LMGTE Pro | 66 | Ford Chip Ganassi Team UK  | 3:55,803   | 3:52,558   | 3:51,991   | +37,200   | 39     |
| 40  | LMGTE Pro | 67 | Ford Chip Ganassi Team UK  | 3:54,118   | 3:53,059   | 3:52,008   | +37,217   | 40     |
| 41  | LMGTE Pro | 64 | Corvette Racing - GM       | 3:54,876   | 3:52,391   | 3:52,017   | +37,226   | 41     |
| 42  | LMGTE Pro | 82 | Risi Competizione          | brez časa  | 3:52,138   | 3:54,129   | +37,347   | 42     |
| 43  | LMGTE Pro | 68 | Ford Chip Ganassi Team USA | 3:55,059   | 3:52,626   | 3:52,178   | +37,387   | 43     |
| 44  | LMGTE Pro | 91 | Porsche GT Team            | 3:54,564   | 3:52,593   | 3:53,807   | +37,802   | 44     |
| 45  | LMGTE Am  | 50 | Larbre Compétition         | 3:56,259   | 3:54,559   | 3:52,843   | +38,052   | 45     |
| 46  | LMGTE Am  | 98 | Aston Martin Racing        | 3:55,134   | 3:54,456   | 3:53,233   | +38,442   | 46     |
| 47  | LMGTE Am  | 62 | Scuderia Corsa             | 3:57,267   | 3:54,576   | 3:53,312   | +38,521   | 47     |
| 48  | LMGTE Am  | 77 | Dempsey-Proton Racing      | 3:55,692   | 3:54,890   | 3:53,381   | +38,590   | 48     |
| 49  | LMGTE Am  | 55 | Spirit of Race             | 4:01,098   | 3:54,941   | 3:53,641   | +38,850   | 49     |
| 50  | LMGTE Am  | 84 | JMW Motorsport             | 3:56,890   | 3:53,981   | 3:53,977   | +39,186   | 50     |
| 51  | LMGTE Am  | 83 | DH Racing                  | 3:55,966   | 3:54,813   | 3:54,088   | +39,297   | 51     |
| 52  | LMGTE Am  | 90 | TF Sport                   | 3:55,953   | 3:54,319   | 3:54,551   | +39,528   | 52     |
| 53  | LMGTE Am  | 99 | Beechdean AMR              | 3:57,463   | 3:55,046   | 3:54,328   | +39,537   | 53     |
| 54  | LMGTE Am  | 93 | Proton Competition         | 3:58,196   | 3:54,621   | 3:59,046   | +39,830   | 54     |
| 55  | LMGTE Am  | 61 | Clearwater Racing          | 3:56,333   | 3:55,995   | 3:54,955   | +40,164   | 55     |
| 56  | LMGTE Am  | 60 | Clearwater Racing          | 3:57,321   | 4:02,436   | 3:54,994   | +40,203   | 56     |
| 57  | LMGTE Am  | 88 | Proton Competition         | 3:56,507   | 3:55,468   | 4:00,323   | +40,677   | 57     |
| 58  | LMGTE Am  | 54 | Spirit of Race             | 3:58,904   | 3:57,005   | 3:56,301   | +41,510   | 58     |
| 59  | LMGTE Am  | 86 | Gulf Racing UK             | 3:58,427   | brez časa  | 3:56,469   | +41,678   | 59     |
| 60  | LMGTE Am  | 65 | Scuderia Corsa             | 3:58,249   | 3:59,842   | brez časa  | +43,458   | 60     |

## Dirka
Zmagovalci svojega razreda so odebeljeni. Dirkalniki, ki niso uvrščeni (NC).
| Poz | Razred    | Št | Moštvo                     | Dirkači                                                  | Šasija                        | Gume | Krogi |
| Poz | Razred    | Št | Moštvo                     | Dirkači                                                  | Motor                         | Gume | Krogi |
| --- | --------- | -- | -------------------------- | -------------------------------------------------------- | ----------------------------- | ---- | ----- |
| 1   | LMP1      | 2  | Porsche LMP Team           | Timo Bernhard Brendon Hartley Earl Bamber                | Porsche 919 Hybrid            | M    | 367   |
| 1   | LMP1      | 2  | Porsche LMP Team           | Timo Bernhard Brendon Hartley Earl Bamber                | Porsche 2.0 L Turbo V4        | M    | 367   |
| 2   | LMP2      | 38 | Jackie Chan DC Racing      | Ho-Pin Tung Thomas Laurent Oliver Jarvis                 | Oreca 07                      | D    | 366   |
| 2   | LMP2      | 38 | Jackie Chan DC Racing      | Ho-Pin Tung Thomas Laurent Oliver Jarvis                 | Gibson GK428 4.2 L V8         | D    | 366   |
| 3   | LMP2      | 13 | Vaillante Rebellion        | Nelson Piquet Jr. Mathias Beche David Heinemeier Hansson | Oreca 07                      | D    | 364   |
| 3   | LMP2      | 13 | Vaillante Rebellion        | Nelson Piquet Jr. Mathias Beche David Heinemeier Hansson | Gibson GK428 4.2 L V8         | D    | 364   |
| 4   | LMP2      | 37 | Jackie Chan DC Racing      | David Cheng Tristan Gommendy Alex Brundle                | Oreca 07                      | D    | 363   |
| 4   | LMP2      | 37 | Jackie Chan DC Racing      | David Cheng Tristan Gommendy Alex Brundle                | Gibson GK428 4.2 L V8         | D    | 363   |
| 5   | LMP2      | 35 | Signatech Alpine Matmut    | Nelson Panciatici Pierre Ragues André Negrão             | Alpine A470                   | D    | 362   |
| 5   | LMP2      | 35 | Signatech Alpine Matmut    | Nelson Panciatici Pierre Ragues André Negrão             | Gibson GK428 4.2 L V8         | D    | 362   |
| 6   | LMP2      | 32 | United Autosports          | William Owen Hugo de Sadeleer Filipe Albuquerque         | Ligier JS P217                | D    | 362   |
| 6   | LMP2      | 32 | United Autosports          | William Owen Hugo de Sadeleer Filipe Albuquerque         | Gibson GK428 4.2 L V8         | D    | 362   |
| 7   | LMP2      | 40 | Graff                      | James Allen Richard Bradley Franck Matelli               | Oreca 07                      | D    | 361   |
| 7   | LMP2      | 40 | Graff                      | James Allen Richard Bradley Franck Matelli               | Gibson GK428 4.2 L V8         | D    | 361   |
| 8   | LMP2      | 24 | CEFC Manor TRS Racing      | Tor Graves Jonathan Hirschi Jean-Éric Vergne             | Oreca 07                      | D    | 360   |
| 8   | LMP2      | 24 | CEFC Manor TRS Racing      | Tor Graves Jonathan Hirschi Jean-Éric Vergne             | Gibson GK428 4.2 L V8         | D    | 360   |
| 9   | LMP1      | 8  | Toyota Gazoo Racing        | Sébastien Buemi Kazuki Nakadžima Anthony Davidson        | Toyota TS050 Hybrid           | M    | 358   |
| 9   | LMP1      | 8  | Toyota Gazoo Racing        | Sébastien Buemi Kazuki Nakadžima Anthony Davidson        | Toyota 2.4 L Turbo V6         | M    | 358   |
| 10  | LMP2      | 47 | Cetilar Villorba Corse     | Andrea Belicchi Roberto Lacorte Giorgio Sernagiotto      | Dallara P217                  | D    | 353   |
| 10  | LMP2      | 47 | Cetilar Villorba Corse     | Andrea Belicchi Roberto Lacorte Giorgio Sernagiotto      | Gibson GK428 4.2 L V8         | D    | 353   |
| 11  | LMP2      | 36 | Signatech Alpine Matmut    | Romain Dumas Gustavo Menezes Matt Rao                    | Alpine A470                   | D    | 351   |
| 11  | LMP2      | 36 | Signatech Alpine Matmut    | Romain Dumas Gustavo Menezes Matt Rao                    | Gibson GK428 4.2 L V8         | D    | 351   |
| 12  | LMP2      | 34 | Tockwith Motorsports       | Philip Hanson Nigel Moore Karun Chandhok                 | Ligier JS P217                | D    | 351   |
| 12  | LMP2      | 34 | Tockwith Motorsports       | Philip Hanson Nigel Moore Karun Chandhok                 | Gibson GK428 4.2 L V8         | D    | 351   |
| 13  | LMP2      | 17 | IDEC Sport Racing          | Patrice Lafargue Paul Lafargue David Zollinger           | Ligier JS P217                | M    | 344   |
| 13  | LMP2      | 17 | IDEC Sport Racing          | Patrice Lafargue Paul Lafargue David Zollinger           | Gibson GK428 4.2 L V8         | M    | 344   |
| 14  | LMP2      | 29 | Racing Team Nederland      | Rubens Barrichello Jan Lammers Frits van Eerd            | Dallara P217                  | D    | 344   |
| 14  | LMP2      | 29 | Racing Team Nederland      | Rubens Barrichello Jan Lammers Frits van Eerd            | Gibson GK428 4.2 L V8         | D    | 344   |
| 15  | LMP2      | 21 | DragonSpeed - 10 Star      | Henrik Hedman Felix Rosenqvist Ben Hanley                | Oreca 07                      | D    | 343   |
| 15  | LMP2      | 21 | DragonSpeed - 10 Star      | Henrik Hedman Felix Rosenqvist Ben Hanley                | Gibson GK428 4.2 L V8         | D    | 343   |
| 16  | LMP2      | 33 | Eurasia Motorsport         | Jacques Nicolet Pierre Nicolet Erik Maris                | Ligier JS P217                | D    | 341   |
| 16  | LMP2      | 33 | Eurasia Motorsport         | Jacques Nicolet Pierre Nicolet Erik Maris                | Gibson GK428 4.2 L V8         | D    | 341   |
| 17  | LMP2      | 31 | Vaillante Rebellion        | Bruno Senna Nicolas Prost Julien Canal                   | Oreca 07                      | D    | 340   |
| 17  | LMP2      | 31 | Vaillante Rebellion        | Bruno Senna Nicolas Prost Julien Canal                   | Gibson GK428 4.2 L V8         | D    | 340   |
| 18  | LMGTE Pro | 97 | Aston Martin Racing        | Darren Turner Jonathan Adam Daniel Serra                 | Aston Martin Vantage GTE      | D    | 340   |
| 18  | LMGTE Pro | 97 | Aston Martin Racing        | Darren Turner Jonathan Adam Daniel Serra                 | Aston Martin 4.5 L V8         | D    | 340   |
| 19  | LMGTE Pro | 67 | Ford Chip Ganassi Team UK  | Harry Tincknell Andy Priaulx Pipo Derani                 | Ford GT                       | M    | 340   |
| 19  | LMGTE Pro | 67 | Ford Chip Ganassi Team UK  | Harry Tincknell Andy Priaulx Pipo Derani                 | Ford EcoBoost 3.5 L Turbo V6  | M    | 340   |
| 20  | LMGTE Pro | 63 | Corvette Racing - GM       | Jan Magnussen Antonio García Jordan Taylor               | Chevrolet Corvette C7.R       | M    | 340   |
| 20  | LMGTE Pro | 63 | Corvette Racing - GM       | Jan Magnussen Antonio García Jordan Taylor               | Chevrolet 5.5 L V8            | M    | 340   |
| 21  | LMGTE Pro | 91 | Porsche GT Team            | Richard Lietz Frédéric Makowiecki Patrick Pilet          | Porsche 911 RSR               | M    | 339   |
| 21  | LMGTE Pro | 91 | Porsche GT Team            | Richard Lietz Frédéric Makowiecki Patrick Pilet          | Porsche 4.0 L Flat-6          | M    | 339   |
| 22  | LMGTE Pro | 71 | AF Corse                   | Davide Rigon Sam Bird Miguel Molina                      | Ferrari 488 GTE               | M    | 339   |
| 22  | LMGTE Pro | 71 | AF Corse                   | Davide Rigon Sam Bird Miguel Molina                      | Ferrari F154CB 3.9 L Turbo V8 | M    | 339   |
| 23  | LMGTE Pro | 68 | Ford Chip Ganassi Team USA | Joey Hand Tony Kanaan Dirk Müller                        | Ford GT                       | M    | 339   |
| 23  | LMGTE Pro | 68 | Ford Chip Ganassi Team USA | Joey Hand Tony Kanaan Dirk Müller                        | Ford EcoBoost 3.5 L Turbo V6  | M    | 339   |
| 24  | LMGTE Pro | 69 | Ford Chip Ganassi Team USA | Ryan Briscoe Scott Dixon Richard Westbrook               | Ford GT                       | M    | 337   |
| 24  | LMGTE Pro | 69 | Ford Chip Ganassi Team USA | Ryan Briscoe Scott Dixon Richard Westbrook               | Ford EcoBoost 3.5 L Turbo V6  | M    | 337   |
| 25  | LMGTE Pro | 64 | Corvette Racing - GM       | Oliver Gavin Tommy Milner Marcel Fässler                 | Chevrolet Corvette C7.R       | M    | 335   |
| 25  | LMGTE Pro | 64 | Corvette Racing - GM       | Oliver Gavin Tommy Milner Marcel Fässler                 | Chevrolet 5.5 L V8            | M    | 335   |
| 26  | LMGTE Pro | 95 | Aston Martin Racing        | Nicki Thiim Marco Sørensen Richie Stanaway               | Aston Martin Vantage GTE      | D    | 334   |
| 26  | LMGTE Pro | 95 | Aston Martin Racing        | Nicki Thiim Marco Sørensen Richie Stanaway               | Aston Martin 4.5 L V8         | D    | 334   |
| 27  | LMGTE Am  | 84 | JMW Motorsport             | Robert Smith Will Stevens Dries Vanthoor                 | Ferrari 488 GTE               | M    | 333   |
| 27  | LMGTE Am  | 84 | JMW Motorsport             | Robert Smith Will Stevens Dries Vanthoor                 | Ferrari F136GT 4.5 L V8       | M    | 333   |
| 28  | LMGTE Pro | 66 | Ford Chip Ganassi Team UK  | Stefan Mücke Olivier Pla Billy Johnson                   | Ford GT                       | M    | 332   |
| 28  | LMGTE Pro | 66 | Ford Chip Ganassi Team UK  | Stefan Mücke Olivier Pla Billy Johnson                   | Ford EcoBoost 3.5 L Turbo V6  | M    | 332   |
| 29  | LMGTE Am  | 55 | Spirit of Race             | Duncan Cameron Aaron Scott Marco Cioci                   | Ferrari 488 GTE               | M    | 331   |
| 29  | LMGTE Am  | 55 | Spirit of Race             | Duncan Cameron Aaron Scott Marco Cioci                   | Ferrari F154CB 3.9 L Turbo V8 | M    | 331   |
| 30  | LMGTE Am  | 62 | Scuderia Corsa             | Cooper MacNeil Bill Sweedler Townsend Bell               | Ferrari 488 GTE               | M    | 331   |
| 30  | LMGTE Am  | 62 | Scuderia Corsa             | Cooper MacNeil Bill Sweedler Townsend Bell               | Ferrari F154CB 3.9 L Turbo V8 | M    | 331   |
| 31  | LMGTE Am  | 99 | Beechdean AMR              | Andrew Howard Ross Gunn Oliver Bryant                    | Aston Martin Vantage GTE      | D    | 331   |
| 31  | LMGTE Am  | 99 | Beechdean AMR              | Andrew Howard Ross Gunn Oliver Bryant                    | Aston Martin 4.5 L V8         | D    | 331   |
| 32  | LMGTE Am  | 61 | Clearwater Racing          | Weng Sun Mok Keita Sava Matt Griffin                     | Ferrari 488 GTE               | M    | 330   |
| 32  | LMGTE Am  | 61 | Clearwater Racing          | Weng Sun Mok Keita Sava Matt Griffin                     | Ferrari F154CB 3.9 L Turbo V8 | M    | 330   |
| 33  | LMP2      | 45 | Algarve Pro Racing         | Mark Patterson Matt McMurry Vincent Capillaire           | Ligier JS P217                | D    | 330   |
| 33  | LMP2      | 45 | Algarve Pro Racing         | Mark Patterson Matt McMurry Vincent Capillaire           | Gibson GK428 4.2 L V8         | D    | 330   |
| 34  | LMP2      | 27 | SMP Racing                 | Mihail Alešin Sergej Sirotkin Viktor Šaitar              | Dallara P217                  | D    | 330   |
| 34  | LMP2      | 27 | SMP Racing                 | Mihail Alešin Sergej Sirotkin Viktor Šaitar              | Gibson GK428 4.2 L V8         | D    | 330   |
| 35  | LMGTE Am  | 77 | Dempsey-Proton Racing      | Christian Ried Marvin Dienst Matteo Cairoli              | Porsche 911 RSR               | D    | 329   |
| 35  | LMGTE Am  | 77 | Dempsey-Proton Racing      | Christian Ried Marvin Dienst Matteo Cairoli              | Porsche 4.0 L Flat-6          | D    | 329   |
| 36  | LMGTE Am  | 90 | TF Sport                   | Salih Yoluc Euan Hankey Rob Bell                         | Aston Martin Vantage GTE      | D    | 329   |
| 36  | LMGTE Am  | 90 | TF Sport                   | Salih Yoluc Euan Hankey Rob Bell                         | Aston Martin 4.5 L V8         | D    | 329   |
| 37  | LMGTE Am  | 98 | Aston Martin Racing        | Paul Dalla Lana Mathias Lauda Pedro Lamy                 | Aston Martin Vantage GTE      | D    | 329   |
| 37  | LMGTE Am  | 98 | Aston Martin Racing        | Paul Dalla Lana Mathias Lauda Pedro Lamy                 | Aston Martin 4.5 L V8         | D    | 329   |
| 38  | LMGTE Am  | 93 | Proton Competition         | Patrick Long Mike Hedlund Abdulaziz Al Faisal            | Porsche 911 RSR               | D    | 329   |
| 38  | LMGTE Am  | 93 | Proton Competition         | Patrick Long Mike Hedlund Abdulaziz Al Faisal            | Porsche 4.0 L Flat-6          | D    | 329   |
| 39  | LMGTE Am  | 86 | Gulf Racing UK             | Michael Wainwright Ben Barker Nick Foster                | Porsche 911 RSR               | D    | 328   |
| 39  | LMGTE Am  | 86 | Gulf Racing UK             | Michael Wainwright Ben Barker Nick Foster                | Porsche 4.0 L Flat-6          | D    | 328   |
| 40  | LMP2      | 22 | G-Drive Racing             | Memo Rojas Rji Hirakava José Gutiérrez                   | Oreca 07                      | D    | 327   |
| 40  | LMP2      | 22 | G-Drive Racing             | Memo Rojas Rji Hirakava José Gutiérrez                   | Gibson GK428 4.2 L V8         | D    | 327   |
| 41  | LMGTE Am  | 60 | Clearwater Racing          | Richard Wee Álvaro Parente Hiroki Kato                   | Ferrari 488 GTE               | M    | 327   |
| 41  | LMGTE Am  | 60 | Clearwater Racing          | Richard Wee Álvaro Parente Hiroki Kato                   | Ferrari F154CB 3.9 L Turbo V8 | M    | 327   |
| 42  | LMGTE Am  | 54 | Spirit of Race             | Thomas Flohr Francesco Castellacci Olivier Beretta       | Ferrari 488 GTE               | M    | 326   |
| 42  | LMGTE Am  | 54 | Spirit of Race             | Thomas Flohr Francesco Castellacci Olivier Beretta       | Ferrari F154CB 3.9 L Turbo V8 | M    | 326   |
| 43  | LMGTE Am  | 83 | DH Racing                  | Tracy Krohn Niclas Jönsson Andrea Bertolini              | Ferrari 488 GTE               | M    | 320   |
| 43  | LMGTE Am  | 83 | DH Racing                  | Tracy Krohn Niclas Jönsson Andrea Bertolini              | Ferrari F154CB 3.9 L Turbo V8 | M    | 320   |
| 44  | LMP2      | 39 | Graff                      | Eric Trouillet Enzo Guibbert James Winslow               | Oreca 07                      | D    | 318   |
| 44  | LMP2      | 39 | Graff                      | Eric Trouillet Enzo Guibbert James Winslow               | Gibson GK428 4.2 L V8         | D    | 318   |
| 45  | LMGTE Am  | 65 | Scuderia Corsa             | Christina Nielsen Alessandro Balzan Bret Curtis          | Ferrari 488 GTE               | M    | 314   |
| 45  | LMGTE Am  | 65 | Scuderia Corsa             | Christina Nielsen Alessandro Balzan Bret Curtis          | Ferrari F154CB 3.9 L Turbo V8 | M    | 314   |
| 46  | LMP2      | 49 | ARC Bratislava             | Miroslav Konôpka Konstantīns Calko Rik Breukers          | Ligier JS P217                | M    | 314   |
| 46  | LMP2      | 49 | ARC Bratislava             | Miroslav Konôpka Konstantīns Calko Rik Breukers          | Gibson GK428 4.2 L V8         | M    | 314   |
| 47  | LMGTE Pro | 51 | AF Corse                   | James Calado Alessandro Pier Guidi Michele Rugolo        | Ferrari 488 GTE               | M    | 312   |
| 47  | LMGTE Pro | 51 | AF Corse                   | James Calado Alessandro Pier Guidi Michele Rugolo        | Ferrari F154CB 3.9 L Turbo V8 | M    | 312   |
| 48  | LMP2      | 43 | Keating Motorsport         | Ben Keating Ricky Taylor Jeroen Bleekemolen              | Riley Mk. 30                  | M    | 312   |
| 48  | LMP2      | 43 | Keating Motorsport         | Ben Keating Ricky Taylor Jeroen Bleekemolen              | Gibson GK428 4.2 L V8         | M    | 312   |
| 49  | LMGTE Am  | 50 | Larbre Compétition         | Romain Brandela Christian Philippon Fernando Rees        | Chevrolet Corvette C7.R       | M    | 309   |
| 49  | LMGTE Am  | 50 | Larbre Compétition         | Romain Brandela Christian Philippon Fernando Rees        | Chevrolet 5.5 L V8            | M    | 309   |
| DNF | LMP1      | 1  | Porsche LMP Team           | Neel Jani Nick Tandy André Lotterer                      | Porsche 919 Hybrid            | M    | 318   |
| DNF | LMP1      | 1  | Porsche LMP Team           | Neel Jani Nick Tandy André Lotterer                      | Porsche 2.0 L Turbo V4        | M    | 318   |
| DNF | LMP2      | 23 | Panis Barthez Competition  | Fabien Barthez Timothé Buret Nathanaël Berthon           | Ligier JS P217                | M    | 296   |
| DNF | LMP2      | 23 | Panis Barthez Competition  | Fabien Barthez Timothé Buret Nathanaël Berthon           | Gibson GK428 4.2 L V8         | M    | 296   |
| DNF | LMP2      | 28 | TDS Racing                 | François Perrodo Emmanuel Collard Matthieu Vaxivière     | Oreca 07                      | D    | 213   |
| DNF | LMP2      | 28 | TDS Racing                 | François Perrodo Emmanuel Collard Matthieu Vaxivière     | Gibson GK428 4.2 L V8         | D    | 213   |
| DNF | LMGTE Pro | 92 | Porsche GT Team            | Michael Christensen Kévin Estre Dirk Werner              | Porsche 911 RSR               | M    | 179   |
| DNF | LMGTE Pro | 92 | Porsche GT Team            | Michael Christensen Kévin Estre Dirk Werner              | Porsche 4.0 L Flat-6          | M    | 179   |
| DNF | LMP1      | 9  | Toyota Gazoo Racing        | José María López Nicolas Lapierre Judži Kunimoto         | Toyota TS050 Hybrid           | M    | 160   |
| DNF | LMP1      | 9  | Toyota Gazoo Racing        | José María López Nicolas Lapierre Judži Kunimoto         | Toyota 2.4 L Turbo V6         | M    | 160   |
| DNF | LMP1      | 7  | Toyota Gazoo Racing        | Mike Conway Kamui Kobajaši Stéphane Sarrazin             | Toyota TS050 Hybrid           | M    | 154   |
| DNF | LMP1      | 7  | Toyota Gazoo Racing        | Mike Conway Kamui Kobajaši Stéphane Sarrazin             | Toyota 2.4 L Turbo V6         | M    | 154   |
| DNF | LMP2      | 25 | CEFC Manor TRS Racing      | Roberto González Simon Trummer Vitalij Petrov            | Oreca 07                      | D    | 152   |
| DNF | LMP2      | 25 | CEFC Manor TRS Racing      | Roberto González Simon Trummer Vitalij Petrov            | Gibson GK428 4.2 L V8         | D    | 152   |
| DNF | LMGTE Pro | 82 | Risi Competizione          | Toni Vilander Giancarlo Fisichella Pierre Kaffer         | Ferrari 488 GTE               | M    | 72    |
| DNF | LMGTE Pro | 82 | Risi Competizione          | Toni Vilander Giancarlo Fisichella Pierre Kaffer         | Ferrari F154CB 3.9 L Turbo V8 | M    | 72    |
| DNF | LMP2      | 26 | G-Drive Racing             | Roman Rusinov Pierre Thiriet Alex Lynn                   | Oreca 07                      | D    | 20    |
| DNF | LMP2      | 26 | G-Drive Racing             | Roman Rusinov Pierre Thiriet Alex Lynn                   | Gibson GK428 4.2 L V8         | D    | 20    |
| DNF | LMGTE Am  | 88 | Proton Competition         | Klaus Bachler Stéphane Lémeret Khalid Al Qubaisi         | Porsche 911 RSR               | D    | 18    |
| DNF | LMGTE Am  | 88 | Proton Competition         | Klaus Bachler Stéphane Lémeret Khalid Al Qubaisi         | Porsche 4.0 L Flat-6          | D    | 18    |
| DNF | LMP1      | 4  | ByKolles Racing Team       | Dominik Kraihamer Oliver Webb Marco Bonanomi             | ENSO CLM P01/01               | M    | 7     |
| DNF | LMP1      | 4  | ByKolles Racing Team       | Dominik Kraihamer Oliver Webb Marco Bonanomi             | Nismo VRX30A 3.0 L Turbo V6   | M    | 7     |